# Reštovo
Reštovo is een plaats in de gemeente Kamanje in de Kroatische provincie Karlovac. De plaats telt 112 inwoners (2001).